# Felicitas Esteban García
Felicitas Esteban García (Sejas de Sanabria, Zamora, 22 de novembre de 1913 - Sabadell, 1 de desembre de 2024) va ser una supercentenària espanyola, reconeguda com una de les persones més longeves de l'estat espanyol, coneguda com l'àvia de San Román de Bembibre. A la seva mort, ocupava el cinquè lloc entre les dones més longeves d'Espanya.
Esteban es va casar amb Francisco González, conegut com "el terrissaire", i es van establir a San Román de Bembibre (El Bierzo), on van formar una família amb sis fills: Nazario, Esther (Tita), Antonio, Obdulia (Duli), Yolanda i Paquito. El seu fill gran, Nazario, va morir en un accident de trànsit, i la seva filla Esther va patir greus ferides en una explosió durant la seva infància. Després de la mort del seu marit, va traslladar-se a Sabadell, on va viure durant dues dècades amb el seu fill Antonio. Malgrat la seva avançada edat, va mantenir una bona salut fins als darrers dies i no necessitava bastó ni ulleres.
El 2018, en el seu 105è aniversari, Esteban va rebre la Medalla Centenària de la Generalitat de Catalunya com a reconeixement per la seva experiència, ensenyances i valors.
Esteban va morir a Sabadell l'1 de desembre de 2024, nou dies després de celebrar el seu 111è aniversari amb la seva família. Les seves restes mortals van ser traslladades a San Román de Bembibre, on va ser enterrada al costat del seu marit i del seu fill gran.